# Astrologie traditionnelle
L'astrologie traditionnelle — parfois appelée classical astrology dans le monde anglo-saxon — est essentiellement celle qui était la seule et unique en vigueur du troisième siècle av. J.-C. jusqu'au XVIIe siècle. Elle met un fort accent sur la prédiction (notion de « destin »), et accorde moins d'importance au libre-arbitre que l'astrologie psychologique qui met, elle, l'accent sur la compréhension du fonctionnement psychologique de l'individu, et qui estime que les prévisions restent incertaines et aléatoires. On note depuis la fin du XXe siècle, avec les premières traductions en anglais de traités antiques, un retour aux origines de l'astrologie, et ainsi une renaissance de l'astrologie traditionnelle.

## Ce que recouvre le mot deTraditionen astrologie
Selon certains, l'astrologie est le fruit d'une révélation, ce qui en ferait un savoir intégral et parfait dès l'origine, une « science ancienne à reconstruire » et non une « science nouvelle à créer ».

## Sources de laTraditionen astrologie
Les méthodes de l'astrologie traditionnelle sont beaucoup héritées de Claude Ptolémée, le « Prince des Astrologues ». Ce dernier était un compilateur de sources antérieures (et non un praticien).
Les astrologues traditionalistes se réfèrent aussi à – par ordre chronologique – Hermès Trismégiste, Marcus Manilius, Dorothée de Sidon, Vettius Valens, Firmicus Maternus, les auteurs de l'astrologie arabe, Luca Gaurico, Jérôme Cardan, Auger Ferrier, Junctin de Florence (1522-1590), auteur du Speculum astrologiae, Claude Dariot (1533-1594), auteur d'une Introduction au jugement des astres, Robert Fludd, Jean-Baptiste Morin de Villefranche, William Lilly, toujours très respecté dans l'astrologie anglo-saxonne, Eustache Lenoble (1643-1711), Henri de Boulainvilliers, Hadès (1931-2019), Denis Labouré.
La référence à ces sources est basée sur le principe d'autorité et la foi de l'enseigné envers l'enseignant. Pour les praticiens qui prônent un retour aux sources, l'astrologie est une science initiatique.

## Approches traditionnelles
L'astrologie traditionnelle est avant tout prédictive,, posant en principe un destin implacable. Elle diffère ainsi fortement de l'astropsychologie (en) contemporaine, ou astrologie psychologique, qui a pris son essor au XXe siècle en se basant sur les théories formulées par Carl Gustav Jung.
Si certains des astrologues majeurs du passé comme Ptolémée ou Johannes Kepler conseillaient de pratiquer une astrologie tenant compte des faits annexes, les astrologues traditionalistes ont tendance à considérer que leur pratique se suffit à elle-même, et ils ne recourent donc pas à des sciences humaines telles que la psychanalyse (comme André Barbault), aux théories neuro-biologiques de Ivan Petrovitch Pavlov (comme Jean-Pierre Nicola) ou au mimisme du Professeur Marcel Jousse (comme Claire Santagostini) par exemple.
L'astrologie des origines recourt souvent à un vocabulaire manichéen (planètes « bénéfiques » / planètes « maléfiques »). Benjamin Dykes, traducteur réputé d'ouvrages astrologiques antiques, critique les astrologues modernes car ceux-ci « ne disent jamais de choses négatives », se cantonnant ainsi dans un monde idéalisé en affirmant que tout est « évolution ». Selon lui, il est beaucoup plus honnête et réaliste de reconnaître qu'il y a à la fois du bon et du mauvais dans le monde.

## Pratiques héritées du passé
L'astrologie des Anciens ne prend en compte que les planètes dites « classiques » (en), visibles à l'œil nu. Ainsi, les planètes orbitant au-delà de Saturne comme Uranus (découverte en 1781) ne sont par exemple pas prises en compte par ces astrologues. 
Les attributs des planètes visibles à l'œil nu, contrairement à l'astrologie moderne, ne font pas référence à la mythologie grecque en astrologie traditionnelle. Par ailleurs, les astrologues traditionalistes récusent l'analogie qui est faite actuellement entre les signes du zodiaque et les maisons astrologiques.
En termes prédictifs, l'astrologie traditionnelle se distingue par la primauté qu'elle accorde aux directions primaires, et non aux transits comme l'astrologie contemporaine (à la suite d'André Barbault notamment). L'astrologie traditionnelle préfère ainsi à l'interprétation du mouvement réel des planètes une technique se référant à un déplacement fictif des astres.